# シシュパーラ

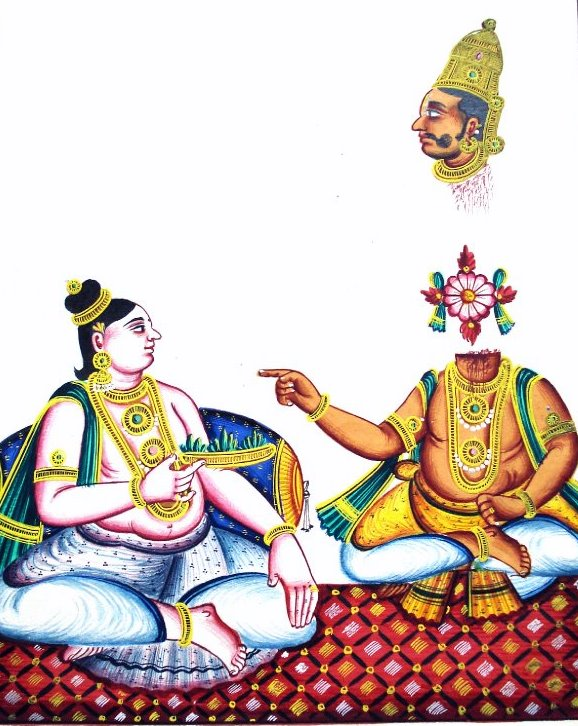
クリシュナに殺されるシシュパーラ。

シシュパーラ（梵: शिशुपाल Śiśupāla）は、インド神話の人物である。チェーディ国の王ダマゴーシャとヴァスデーヴァの妹シュルタデーヴァーの子で、ドリシュタケートゥ、カレーヌマティーの父。強大なマガダ国王ジャラーサンダの協力者。ヴィダルバ国王ビーシュマカの娘ルクミニーと婚約していたが、結婚式当日にクリシュナによって略奪された。また後にクリシュナに殺された。後世の詩人マーガはシシュパーラの死を題材に、叙事詩『シシュパーラ・ヴァダ』（シシュパーラの殺戮）を書いた。

## マハーバーラタ

### 誕生
叙事詩『マハーバーラタ』によると、シシュパーラは生まれたとき３つの眼と4本の腕を持っていた。両親は不気味な赤子を見て捨てようとした。すると姿無き声が「この子供は将来強大な力を有する王になる。この子供はまだ死ぬ時ではない。しかし彼を殺す者はすでに生まれている。その者が子供を膝に置いたときに余分な腕が落ち、また子供がその者を見たときに第3の眼が消えるであろう」と述べた。この不思議な話は噂になり、諸国のクシャトリヤたちがやって来て、シシュパーラを膝の上に置いてみた。しかし何も起こらなかった。あるときクリシュナが叔母にあたるシュルタデーヴァー妃を訪ねてきた。シュルタデーヴァーは喜んでクリシュナの膝にシシュパーラーを置いた。するとシシュパーラの余分な腕が落ち、第3の眼が消えた。妃は驚いてクリシュナにシシュパーラがどんな罪を犯しても許してやって欲しいと懇願した。クリシュナは百までならシシュパーラの罪を我慢すると約束した。
成長したシシュパーラはクリシュナの約束をいいことに悪行を重ねた。シシュパーラはドゥヴァーラカー市を灰にし、ボージャの王たちを殺したり、あるいは捕らえたりした。また嫌がるバブルの妻や、ヴィシャーラーの王女バドラーを奪った。こうした行いをクリシュナは我慢し続けた。

### 論争
後にユディシュティラがラージャスーヤの祭祀を行って即位し、集まったクシャトリヤたちに引出物を贈った。このときユディシュティラはビーシュマの助言によって、最初にクリシュナに引出物を贈ろうとした。ところがシシュパーラはこれに反対した。彼の言い分は、王でないクリシュナ（クリシュナの父ヴァスデーヴァはまだ生きていた）が、全ての王を差し置いてなぜ最初に引出物を得るにふさわしいのか、クリシュナに対する贔屓からそうしているのではないか、というものであった。このように述べ、シシュパーラは退出しようとした。さらに諸王を扇動して、ユディシュティラの祭祀を妨害しようとさえした。
これに対してビーシュマは、クリシュナはこの世で最も偉大な長老であり、偏在者である、クリシュナは全ての生物の本源であり帰滅する場所であると述べた。さらにシシュパーラがクリシュナと対立するのは自身の意思ではなく、クリシュナが彼の威光の一部にほかならないシシュパーラを自身に回収することを望んでいるためであり、だからシシュパーラは理性を失って、クリシュナを怒らせようとしているのだと述べた。

### 死
シシュパーラは激怒して、ビーシュマとクリシュナを激しく侮辱した。そのため我慢できなくなったクリシュナはチャクラムを投げ、シシュパーラの首を切断した。するとシシュパーラの中から太陽のような輝きが出現し、クリシュナの中に入った。そのとき晴れた空に雨が降り、雷が落ちて、震動したという。シシュパーラの死後、ユディシュティラはシシュパーラの子をチェーディ国の王とした。